# Liste der denkmalgeschützten Objekte in Pečovská Nová Ves
Die Liste der denkmalgeschützten Objekte in Pečovská Nová Ves enthält die neun nach slowakischen Denkmalschutzvorschriften geschützten Objekte in der Gemeinde Pečovská Nová Ves im Okres Sabinov.

## Denkmäler
| Foto |                 | Denkmal / č. ÚZPF                            | Standort / Konskr. Nr.                                         | Offizielle Beschreibung       | Beschreibung                                     | Metadaten                                                             |
| ---- | --------------- | -------------------------------------------- | -------------------------------------------------------------- | ----------------------------- | ------------------------------------------------ | --------------------------------------------------------------------- |
|      | Datei hochladen | Grab mit Grabstein(sk) ObjektID: 708-1482/0  | KG: Pečovská Nová Ves Konskr.Nr.:                              | Jablonský Ján; 1915-1944      | des Ján Jablonský                                | č. NKP: 708-1482/0 Stand des NKP: 2012-02-08 Name: HROB S NÁHROBNÍKOM |
| ja   | Datei hochladen | Kapelle(sk) ObjektID: 708-11092/0            | Standort KG: Pečovská Nová Ves Konskr.Nr.:                     | r.k.sv.Jána Nepomuckého       | römisch-katholische Kapelle St. Johannes Nepomuk | č. NKP: 708-11092/0 Stand des NKP: 2012-02-08 Name: KAPLNKA           |
| ja   | Datei hochladen | jüdischer Friedhof(sk) ObjektID: 708-11314/0 | KG: Pečovská Nová Ves Konskr.Nr.:                              | 42+cca30 náhrobníkov          | ?42+ ca. 30 Gräber                               | č. NKP: 708-11314/0 Stand des NKP: 2012-02-08 Name: CINTORÍN ŽIDOVSKÝ |
| ja   | Datei hochladen | Landsitz(sk) ObjektID: 708-335/0             | Hlavná ul. 33 Standort KG: Pečovská Nová Ves Konskr.Nr.: 64    |                               |                                                  | č. NKP: 708-335/0 Stand des NKP: 2012-02-08 Name: KÚRIA               |
|      | Datei hochladen | Schloss(sk) ObjektID: 708-333/0              | Kačí jarek 9 KG: Pečovská Nová Ves Konskr.Nr.:                 |                               |                                                  | č. NKP: 708-333/0 Stand des NKP: 2012-02-08 Name: KAŠTIEĽ             |
| ja   | Datei hochladen | Schloss(sk) ObjektID: 708-334/0              | Kačí jarek 32 Standort KG: Pečovská Nová Ves Konskr.Nr.: 177   | Tzv.Ringov Kaštieľ            | Herrenhaus Ringov                                | č. NKP: 708-334/0 Stand des NKP: 2012-02-08 Name: KAŠTIEĽ             |
| ja   | Datei hochladen | Kirche(sk) ObjektID: 708-336/0               | Kostolná ul. 26 Standort KG: Pečovská Nová Ves Konskr.Nr.: 354 | r.k.sv.Ondreja; farský kostol | römisch-katholische Pfarrkirche St. Andreas      | č. NKP: 708-336/0 Stand des NKP: 2012-02-08 Name: KOSTOL              |
| ja   | Datei hochladen | Schloss(sk) ObjektID: 708-10558/1            | Kostolná ul. 42 Standort KG: Pečovská Nová Ves Konskr.Nr.: 428 | Mariássyho kaštieľ            | Herrenhaus Mariássy                              | č. NKP: 708-10558/1 Stand des NKP: 2012-02-08 Name: KAŠTIEĽ           |
| BW   | Datei hochladen | Park(sk) ObjektID: 708-10558/2               | Kostolná ul. Standort KG: Pečovská Nová Ves Konskr.Nr.:        | Mariássyho park               |                                                  | č. NKP: 708-10558/2 Stand des NKP: 2012-02-08 Name: PARK              |

## Legende
Die Tabelle enthält im Einzelnen folgende Informationen:
| Foto:                    | Fotografie des Denkmals. |
| Denkmal / č. ÚZPF:       | Die Übersetzung der Bezeichnung des Denkmals, wie sie vom Slowakischen Denkmalamt (Pamiatkový úrad Slovenskej republiky) verwendet wird. Die Originalbezeichnung ist unter dem Fragezeichen angegeben. Fehlt die Übersetzung, so wird die Originalbezeichnung direkt angezeigt. Weiters ist die Objekt-Identifikationsnummer (Objekt ID) angeführt. Sie ist die offizielle, in der Slowakei eindeutige Nummer č. ÚZPF inklusive der zugehörigen Zählnummer, wie sie in den Daten des Denkmalamtes angegeben wird. Da diese nur innerhalb eines Landkreises gezählt wird, ist dessen Nummer der Denkmalnummer vorangestellt. |
| Standort:                | Wenn in der Liste vorhanden, ist die Adresse angegeben. In Klammern kann sich noch eine zusätzliche Adresse befinden, wenn es beispielsweise ein Eckhaus ist. Bei freistehenden Objekten ohne Adresse (zum Beispiel bei Bildstöcken) ist eine Adresse angegeben, die in der Nähe des Objekts liegt. Durch Aufruf des Links Standort wird die Lage des Denkmals in verschiedenen Kartenprojekten angezeigt. Darunter sind die Katastralgemeinde (KG) und, wenn vorhanden, die Konskriptionsnummer (Konskr. Nr.) angegeben.                                                                                                   |
| Offizielle Beschreibung: | Es ist die Kurzbeschreibung auf Slowakisch, wie sie in den offiziellen Listen angegeben ist, eingetragen. |
| Beschreibung:            | Kurze Angaben zum Denkmal auf Deutsch. |
| Metadaten:               | Zusätzlich werden, wenn in den persönlichen Einstellungen das Helferlein Dauerhaftes Einblenden von Metadaten aktiviert ist, ebensolche angezeigt. |

- Karte mit allen Koordinaten:
- OSM |
- WikiMap